# Ca Margalef (Ginestar)
Ca Margalef és una casa senyorial barroca de Ginestar (Ribera d'Ebre) protegida com a Bé Cultural d'Interès Local.

## Descripció
Gran casalici situat a l'indret que uneix la plaça del Pou amb el carrer de Sant Isidre, a la banda de llevant del nucli urbà de la vila de Ginestar. L'edifici és de planta irregular i es distribueix en quatre nivells. La secció de façana visible al carrer, presenta una composició de dos cossos rectangulars disposats perpendicularment. En el vèrtex d'unió d'un i altre cos, s'hi obre la façana principal, formant una secció de traçat en "L" invertida, força estreta en comparació amb la resta de l'edifici i amb el pla de la façana perpendicular a la via. El portal és d'arc de mig punt adovellat, les altres obertures, que corresponen a dues finestres graellades, empren arc de llinda. Al primer pis, hi ha cinc balcons de barrots, tres al pla de la façana del carrer Sant Isidre i els altres dos, al sector de la façana principal, un per cada secció del traçat. En aquest nivell però quedant una mica més alçat i delimitant l'extrem dret de la façana de la plaça del Pou, hi ha un terrat i hi destaca una balustrada. Al darrer nivell, hi ha cinc finestres rectangulars, una per damunt de cada balcó. El parament del conjunt està arrebossat i pintat d'un to i els emmarcaments de les obertures, estan diferenciats amb un altre. La coberta és de teula àrab i té una inclinació composta.

## Història
Ca Margalef fou construït a finals del segle xviii, conformava junt a Cal Ferrer i el gran casalici desaparegut de Ca la Borrona el Pla del Pou, un espai urbà triangular, de marcat caràcter barroc i que té el carrer de Sant Isidre com a eix de la seva composició. L'any 1880 el casalici fou l'escenari d'un dels episodis de la crònica negra local, els crims de ca Margalef, esdeveniment que arribaren a sacsejar societat catalana de l'època.